# Хіона (донька Борея)
Хіона (др.грец. Χιόνη) — у давньогрецькій міфології богиня снігу, донька бога північного вітру Борея і Афінської принцеси Орітії, доньки правителя Ерехтея. 
Хіона була сестрою Клеопатри (дружини Фінея, правителя Тракії) і аргонавтів Калаїда і Зета. Мешкала в Тракії.

Відповідно до пізньої, хоча загальновизнаної традиції, Хіона була матір'ю сина Посейдона Евмольпа, якого вона кинула в океан, побоюючись реакції свого батька; однак Евмольпа врятував і виховав Посейдон.